# Dysphania procera
Dysphania procera är en amarantväxtart som först beskrevs av Ferdinand von Hochstetter och Horace Bénédict Alfred Moquin-Tandon och som fick sitt nu gällande namn av Sergej Mosyakin och Steven Earl Clemants. 
Dysphania procera ingår i släktet doftmållor och familjen amarantväxter. Inga underarter finns listade i Catalogue of Life.